# السوق (رحاب)

تعديل مصدري - تعديل

السوق  هي إحدى حارات مدينة رحاب بمحافظة إب، بلغ تعداد سكانها 191 نسمة حسب تعداد اليمن لعام 2004.